# 高橋教之
高橋 教之（たかはし のりゆき、1959年12月10日 - ）は、日本のベーシスト。埼玉県浦和市（現さいたま市）出身。
ロックバンド『レベッカ』のメンバーで、2018年11月現在、会社員として運送会社勤務（営業所所長）の傍らで音楽活動に携わる。

## 来歴
- 中学校は、バスケット部に所属する傍ら、中学2年で同級生とチューリップのコピーバンドを組み、ギターを担当した。その後中学3年で、杉本圭司（バックステージプロジェクトの代表取締役）と出会い[3]、杉本の家で聞いたレッド・ツェッペリンの『レッド・ツェッペリン I』を聞いたことがきっかけで、杉本とバンドを結成した。バンドを組むにあたり、強引にベースに転向させられたという[4]。
- 1983年2月、当時ドラムスの大金ハルヤに誘われレベッカに加入[要出典]。
- 1984年、レベッカデビュー。4枚目のアルバム『REBECCA IV 〜Maybe Tomorrow〜』(1985年)ではインストゥルメント曲「光と影の誘惑」を作曲。
- 1987年、ソロアルバム『LANDSCAPE』発売。参加アーティストは、小田原豊・是永巧一・中島オバヲ・横田龍一郎。
- 1990年、レベッカ活動休止。小田原豊・是永巧一・宮原学・柴田俊文と「BABY'S BREATH」を結成。
- 1991年、レベッカ解散。
- 1995年、阪神・淡路大震災の復興のため2日間限りのレベッカ復活ライブ「ONE NIGHT/ONE more NIGHT」を横浜アリーナで行う。
- 2000年、RIZCO（黒沢律子）・土橋安騎夫と「R.P.R（Roll Playing Rock）」結成。同年、母と兄の介護のために運送会社に就職し、以後長期に渡り音楽活動から離れる[1]。ただし、バンド活動をしていた形跡もみられる[5]。
- 2009年、レベッカの土橋安騎夫・小田原豊・是永巧一・中島オバヲと「FIVE JAM」結成。同年、BABY'S BREATHを一夜限りで復活[6]。
- 2015年、レベッカ再結成。8月・11月、レベッカライブ「Yesterday, Today, Maybe Tomorrow」2公演に参加。レベッカとしてNHK紅白歌合戦に出場[7]。12月27日にNHKで放送された番組「SONGSスペシャル レベッカ」に出演。一度は音楽業界を離れた高橋の再結成ライブに向けた努力にスポットがあてられた[1]。
- 2017年、7月～9月レベッカ全国ツアー「REBECCA LIVE TOUR 2017」参加[8]。12月、NOKKOのディナーショーにベーシストとして参加[9]。
- 2018年、2月28日にソロアルバム『LANDSCAPE』がSony Music DirectからBlu-spec CD2で再発売[10]。
- 2018年、12月19日開催の「NOKKO Christmas Dinner Show 2018」 に参加[11]。

## 使用楽器
- Fender Jazz Bass 63 ：レベッカのデビュー時に購入[12]。
- Ibanez MC940 Fretless：ポリスのスティングの影響で購入し、デビューから使用し続けている[13]。
- Ibanez MC2924：White & Ibanez 赤ロゴ ステッカー、 MC924 のダウンサイジングモデル[14]。
- Ibanez MC2924：White & Ibanez 青ロゴ ステッカー[15]。
- Ibanez SR1100E：1987年発表のアルバム『Poison』からメインベースとして使用していることから、ファンから『POISON BASS』の愛称で親しまれ、24フレットに 『NORI』インレイが埋め込まれている[13]。
- Ibanez Talman TMB300：2015年に行われたレベッカのツアーのアンコールにて初披露された。その後も数多くライブで使用している[13]。
- MUSIC MAN Sabre Fretless：当時のローディーが鉄腕アトムのステッカーを許可なく貼ったが、そのまま使用している。ピックアップはBartoliniに変更しフレットレス加工している[16]。

## ディスコグラフィ

### アルバム
|     | 発売日        | タイトル  | 形態         | 規格品番   | レーベル                   | 最高位 |
| --- | ------------- | --------- | ------------ | ---------- | -------------------------- | ------ |
| 1st | 1987年7月29日 | LANDSCAPE | LP           | 15AH-2206  | CBSソニー/FITZBEAT         |        |
| 1st | 1987年7月29日 | LANDSCAPE | CD           | 28DH-698   | CBSソニー/FITZBEAT         |        |
| 1st | 2018年2月28日 | LANDSCAPE | Blu-spec CD2 | MHCL-30497 | Sony Music Direct/GT Music |        |